# 热辐射光谱仪
热辐射光谱仪（Thermal Emission Spectrometer），简称“TES”是火星全球探勘者号探测器上的一种仪器。热辐射光谱仪收集两种类型的数据，6至50微米（μm）的高光谱热红外数据和辐射热的可见光-近红外线（0.3至2.9微米）测量。热辐射光谱仪有六台探测器，以2x3阵列排列，每台探测器在火星表面的视场约为3×6千米。热辐射光谱仪利用材料中化学键的自然谐波振动来测定气体、液体和固体的成分。它发现了一大片（30000平方公里）含有橄榄石的区域。在尼利槽沟层中发现了橄榄石。据认为，造成伊希地盆地的古代撞击导致露出了橄榄石的断层。橄榄石存在于许多铁镁质火山岩中。在有水的情况下，它会风化成针铁矿、绿泥石、粘土矿物、磁赤铁矿和赤铁矿等矿物。橄榄石也在赤道以北和以南60度范围内的许多其他小露头中被发现。橄榄石也在火星陨石（辉玻无粒陨石、辉橄无粒陨石和纯橄无球陨石）中被发现，这些陨石通常被认为来自火星。后来的研究发现富含橄榄石的岩石覆盖面积超过113000平方公里，这比夏威夷大岛上的五座火山大11倍。

## 另请参阅
- 热辐射成像系统
- 热红外光谱学
- 菲尔·克里斯蒂森